# Kluger Hans (tijdschrift)

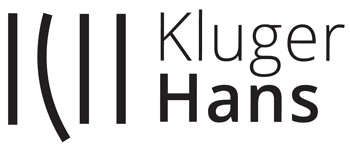

Kluger Hans is een Nederlandstalig literair tijdschrift. In 2008 werd het tijdschrift opgericht door Xavier Roelens. Het tijdschrift verschijnt twee keer per jaar en organiseert doorheen het jaar verschillende literaire evenementen zoals Literair Reservaat en Literaire Schurft. Sinds 2018 is Yasmin Van 'tveld hoofdredacteur.

## Herkomst
Het paard Kluger Hans kon rekenen, wat in zijn tijd niet zo evident was voor een paard. Hij reageerde op vragen met hoofdknikken en neenschudden en hij tikte getallen met zijn voorbeen, zoals zijn eigenaar hem geleerd had. Als attractie trokken ze van dorpsplein tot dorpsplein en verbaasden het kermispubliek. Alle ongeloof ten spijt vond dat publiek geen bewijzen van bedrog en het betaalde gretig om Kluger Hans aan het werk te zien.
Kluger Hans had de rest van zijn leven kunnen rondtrekken en suikerklontjes verdienen, maar hij werd door een groep wetenschappers meegenomen. Ze belastten een psycholoog met een onderzoek en die kwam tot de conclusie dat Kluger Hans bij zijn ondervragers onbewuste hints detecteerde. Toeschouwers keken in spanning naar de tikken van het paard en hieven hun hoofd op naar zijn gezicht wanneer hij het correcte antwoord had bereikt.
Deze ontdekking geeft inzicht in de psychologie van dier en mens en sociale interactie. In elke communicatieve situatie stuurt het gedrag of de lichaamstaal van de zender de ontvanger in een bepaalde richting, bewust of onbewust.
Het ‘Kluger Hans-effect’ is te ondervangen via literatuur. Literatuur is een communicatiemiddel waarbij de zender zelf niet altijd op de hoogte is van de juiste betekenis van de boodschap of van de juiste oplossing voor het probleem. De ontvanger al evenmin. Psychologen noemen dit de ‘dubbelblind-methode’. Via deze methode waarborgt literatuur een vorm van authenticiteit in de boodschap en doordat ze bovendien ruimte laat voor de lezer, voorkomt ze haar eigen afzwakking tot ontspanningslectuur en nicheproduct.

## Hoofdredacteuren
- Xavier Roelens: 2009-2013
- Pim Cornelussen: 2013-2016
- Jonas Vanderschueren: 2016-2018
- Yasmin Van 'tveld: 2018-nu

## Thema's
Kluger Hans werkt doorgaans met een ander thema per nummer.